# Doumé
Doumé es una comuna camerunesa perteneciente al departamento de Haut-Nyong de la región del Este.
En 2005 tiene 18 429 habitantes, de los que 6093 viven en la capital comunal homónima.
Se ubica en el cruce de las carreteras N10 y D29, unos 40 km al suroeste de la capital regional Bertoua.

## Localidades
Comprende la ciudad de Doumé y las siguientes localidades:
- Ambaka
- Bayong
- Bent
- Bonando
- Boumpial
- Djaglassi
- Djamonomine
- Djende II
- Goumbegeron
- Grand Bago
- Kempong
- Loumbou
- Mampang
- Mampang
- Mendim
- Moutcheboum
- Nkolessong
- Nkoum
- Ouama
- Oulemendamba
- Paki
- Petit Bago